# Atie Voorbij
Aartje Johanna Voorbij, més coneguda com a Atie Voorbij   (Hilversum, 20 de setembre de 1940 - 3 de març de 2024) va ser una nedadora neerlandesa, especialista en papallona, que va competir durant la dècada del 1950.
El 1960 va prendre part en els Jocs Olímpics d'Estiu de Roma, on fou cinquena en els 100 metres papallona del programa de natació. En el seu palmarès destaquen una medalla d'or i una de plata, en els 4x100 metres estils i 100 metres papallona respectivament, al Campionat d'Europa de natació de 1958. També guanyà cinc campionats nacionals en els 100 metres papallona entre 1955 i 1960, i va establir diversos rècords mundials.